# Explorer 28
Explorer 28 (hoặc IMP-C) là một vệ tinh của Hoa Kỳ được phóng vào tháng 5 năm 1965 để nghiên cứu vật lý vũ trụ. Nó được trang bị pin hóa học và tấm pin mặt trời. Có 7 thí nghiệm trên tàu, tất cả đều dành cho nghiên cứu hạt. Hiệu suất là bình thường cho đến giữa tháng 4 năm 1967, khi các vấn đề liên tục bắt đầu. Nó vẫn giữ liên lạc cho đến ngày 12 tháng 5 năm 1967, khi liên lạc bị mất.
Tàu vũ trụ này liên tục hạ thấp quỹ đạo dần dần cho đến khi nó rơi vào khí quyển Trái Đất vào ngày 04 tháng 7 năm 1968.